# Nadine Velazquez
 (janvier 2025).
Si vous disposez d'ouvrages ou d'articles de référence ou si vous connaissez des sites web de qualité traitant du thème abordé ici, merci de compléter l'article en donnant les références utiles à sa vérifiabilité et en les liant à la section « Notes et références ».
Pour les articles homonymes, voir Velazquez.
Nadine Velazquez est une actrice et mannequin américaine, née le 20 novembre 1978 à Chicago.

## Biographie

### Enfance et formation
Nadine Velazquez naît le 20 novembre 1978 à Chicago (Illinois) de parents portoricains.
Elle étudie au Columbia College.
Après une série d'apparitions dans des séries mineures et autres téléfilms, elle décroche en 2005 son premier rôle régulier à la télévision : celui de la jeune et jolie Catalina Aruca dans la sitcom diffusée par NBC, My Name is Earl. Elle était également pressentie pour un rôle dans un autre programme, la série d'action Prison Break, sur la chaîne FOX. Mais une autre actrice interprétera finalement le personnage de Maricruz Delgado, la fiancée de Fernando Sucre. Velazquez est néanmoins visible dans les bonus du DVD de la saison 1.
Le succès de Earl lui permet une exposition médiatique : en 2006, elle fait ainsi la couverture du magazine masculin Stuff et a été classée par Maxim en trente-neuvième position de sa liste annuelle des 100 plus Hot de Maxim. Et se voit confier le premier rôle féminin du film d'action Rogue : L'Ultime Affrontement, aux côtés de Jet Li et Jason Statham.
Cependant, les audiences de Earl fléchissent nettement, et la production est interrompue au bout de la quatrième saison, en 2009. Elle rebondit alors vers une poignée d'apparitions en guest dans d'autres séries, mais surtout celui d'un rôle récurrent, dans la sitcom The League, qu'elle interprète jusqu'à la fin de la série, en 2015.
Parallèlement, elle interprète un personnage récurrent dans la première saison de la série sentimentale Hart of Dixie, entre 2011 et 2012. Et tient un rôle secondaire essentiel de la grosse production Flight, porté par Denzel Washington.
C'est bien à la télévision qu'elle parvient néanmoins à rester au premier plan : elle participe à la satire Real Husbands of Hollywood entre 2013 et 2014 ; et joue un personnage récurrent dans la série policière à succès, Major Crimes.
En 2021, elle participe à la série Queens,.

### Vie de famille
Elle est mariée à l'impresario Marc Provissiero de 2005 à 2011.

## Filmographie

### Cinéma
- 2003 : Biker Boyz : Allison
- 2004 : Blast (en) : Luna
- 2005 : House of the Dead 2
- 2005 : Sueño (en) - Claudia
- 2007 : Rogue : L'Ultime Affrontement : Maria
- 2012 : Guitar Face
- 2012 : Flight : Katerina Marquez
- 2013 : Infiltré : Analisa Matthews
- 2014 : Sharon 1.2.3. - Sharon 2
- 2014 : Clarity - Carmen
- 2015 : Aztec Warrior (cy) : Liza
- 2016 : Within - Dans les murs (Crawlspace) de Phil Claydon : Melanie Alexander
- 2018 : Décharnés (Discarnate) de Mario Sorrenti : Maya Sanchez

### Télévision

#### Téléfilms
- 2004 : The Last Ride : JJ Cruz
- 2008 : Husband for Hire (en) : Lola
- 2016 : Comment se remettre d'un chagrin d'amour (The Bounce Back) : Kristin Peralta[7]

#### Séries télévisées
- 2003 : Amour, Gloire et Beauté - Anna (7 épisodes)
- 2004 : Entourage - Janeen (épisode New)
- 2005 : Las Vegas - Myra Gonzalez (épisode 3x09)
- 2005 - 2009 : Earl - Catalina Aruca
- 2009 : La Nouvelle Vie de Gary - Sophia
- 2009 - Les Experts : Manhattan - Marcia Vasquez
- 2009-2015 : The League - Sophia Ruxin
- 2010 : Scrubs : Nicole (épisode 9x10)
- 2010 : Hawaii 5-O - Linda Leon
- 2011 : Charlie's Angels - Gloria Martinez (pilote)
- 2011 : Hart of Dixie - Didi Ruano
- 2013 : Raising Hope -  Valentina
- 2013-2014 : Major Crimes D.A Emma Rios
- 2013 :  Arrested Development - Rosalita
- 2013 : Real Husbands of Hollywood : elle-même (3 épisode)
- 2014 : Killer Women : Martina Alvarez
- 2016 : Z Nation
- 2017 : Six : Jackie Ortiz
- 2021 : Queens : Valeria « Butter Pecan » Mendez